# 富豪雪糕
富豪雪糕（英語：Mister Softee）是一家在美國東北部的雪糕公司，利用設有冰箱的卡車販賣雪糕。

## 歷史
富豪雪糕由威廉·康韋（William Conway）及詹姆斯·康韋（James Conway，1927年10月30日－2006年5月28日）於1956年在美國賓夕法尼亞州的費城創立，目前它是美國最大的軟雪糕特許經營公司，約有350個特約經營者及600輛卡車散佈於美國15個州，另外包括英國、香港和上海在內全球各地也有它的蹤影。現時富豪雪糕的總部位於美國新澤西州的蘭尼米德市（Runnemede）。

## 美國富豪雪糕

### 音樂
富豪雪糕從1960年起開始在雪糕車上播放音樂來吸引顧客，它的歌詞是這樣的：
|  | The CREAM-i-est DREAM-i-est SOFT ice CREAM you GET from MIS-ter SOF-tee. FOR a re-FRESH-ing de-LIGHT su-PREME LOOK for MIS-ter SOF-tee.... |

在紐約市，雪糕車只能在行駛時播放這首音樂，以免對別人造成滋擾。

## 香港富豪雪糕

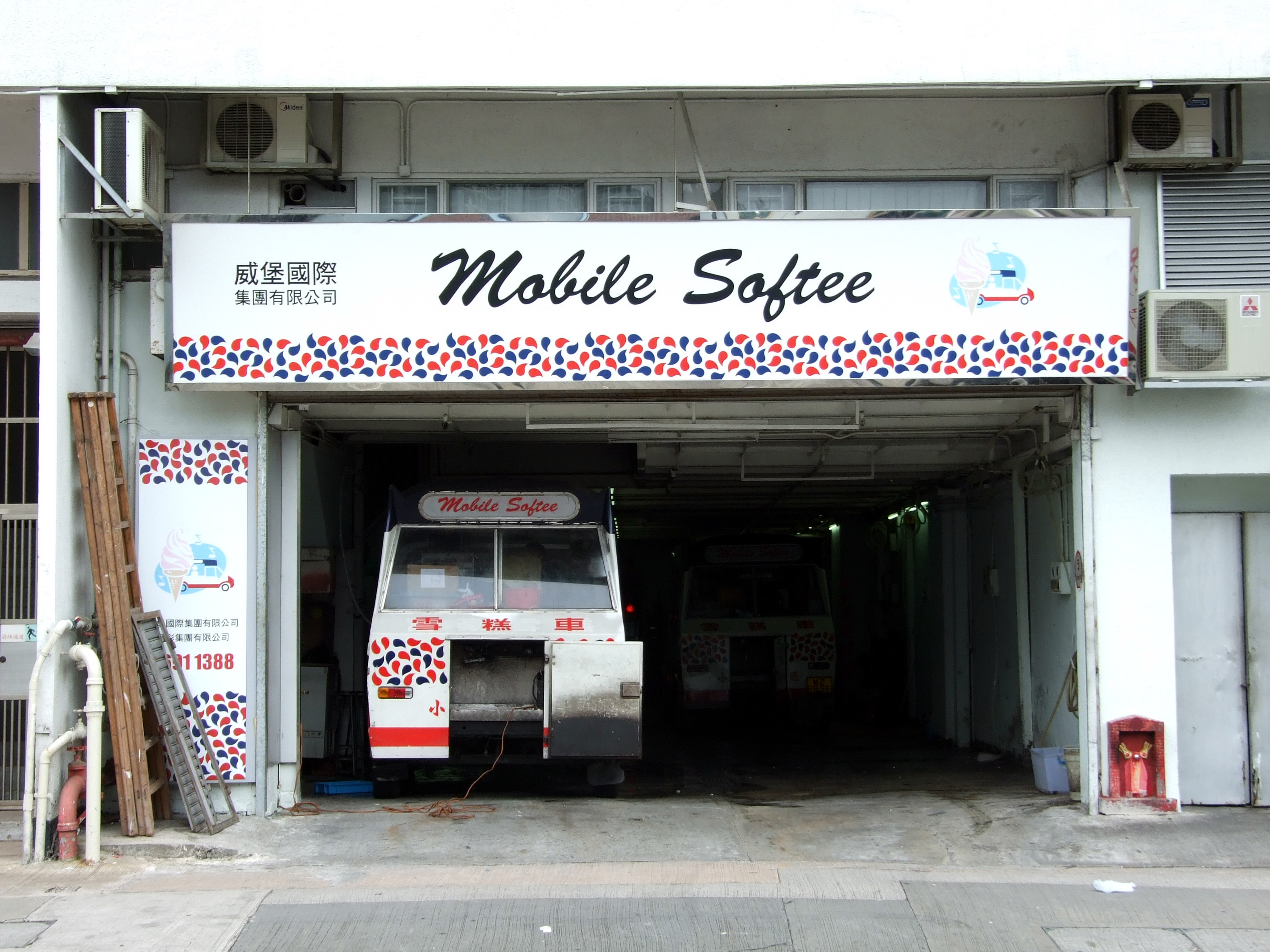
位於火炭的總部

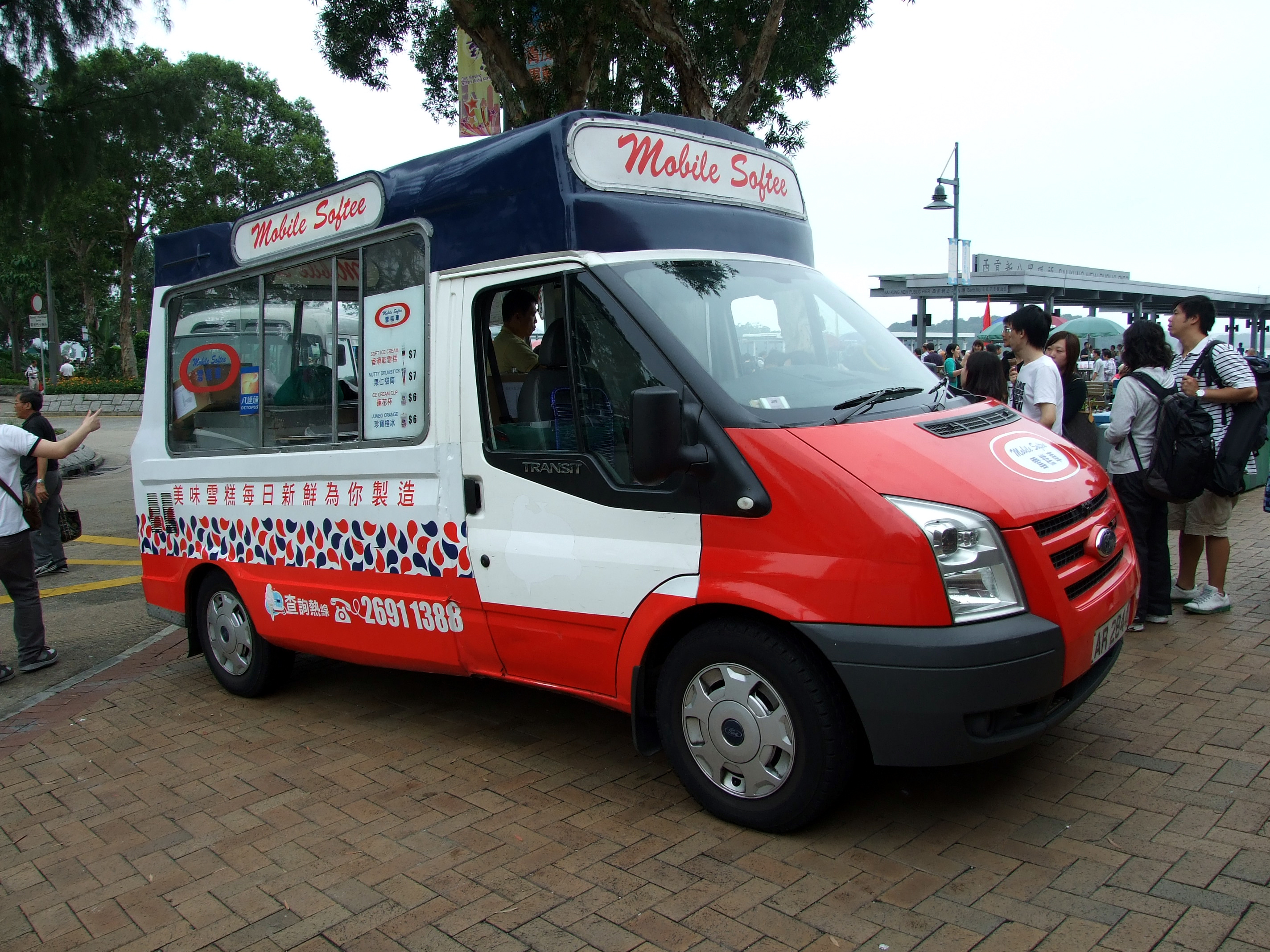
更名「Mobile Softee」後的「雪糕車」

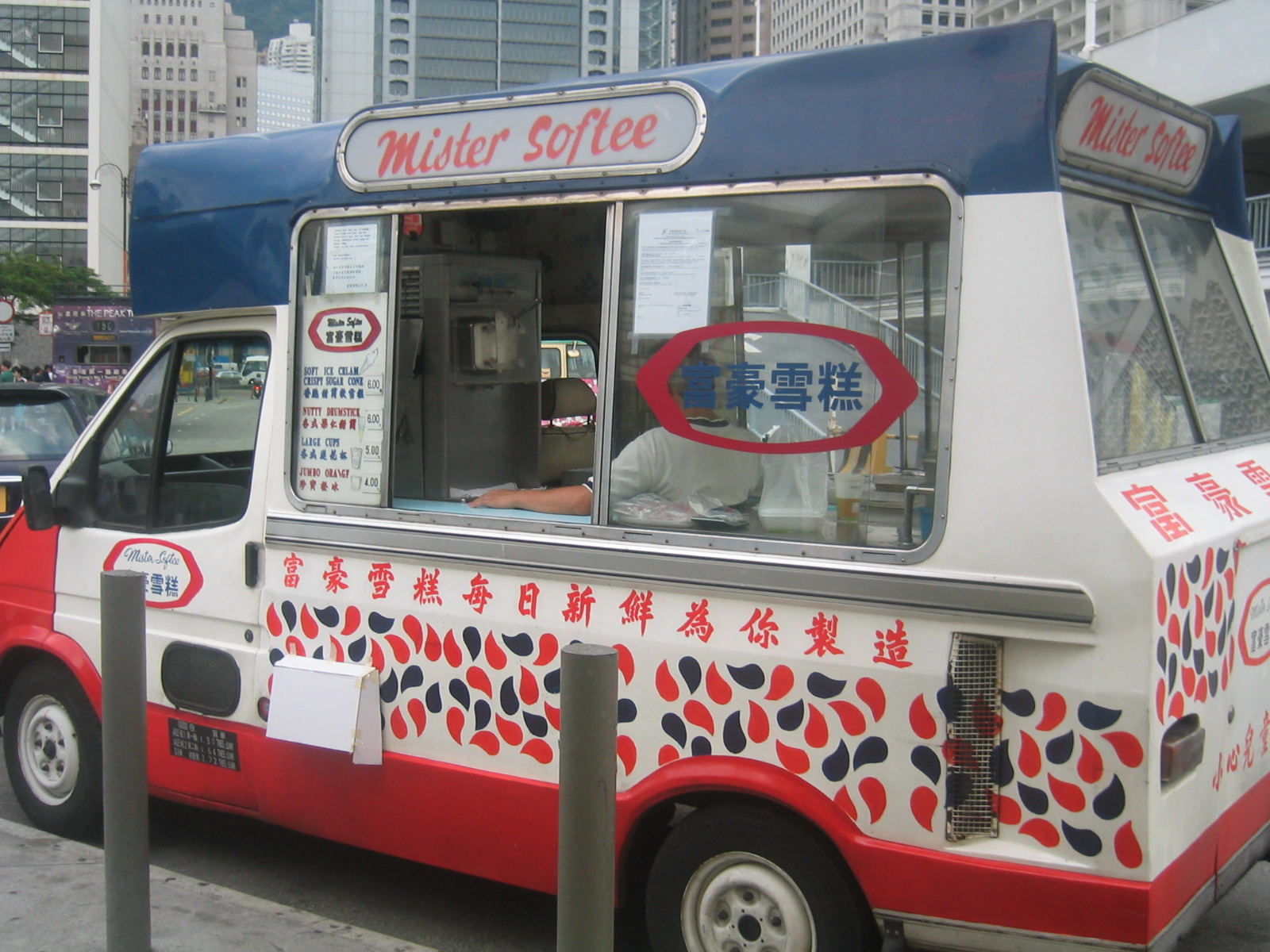
一輛停泊於中環愛丁堡廣場碼頭的富豪雪糕車。中環與尖沙咀基本上是富豪雪糕車的固定駐紮地。

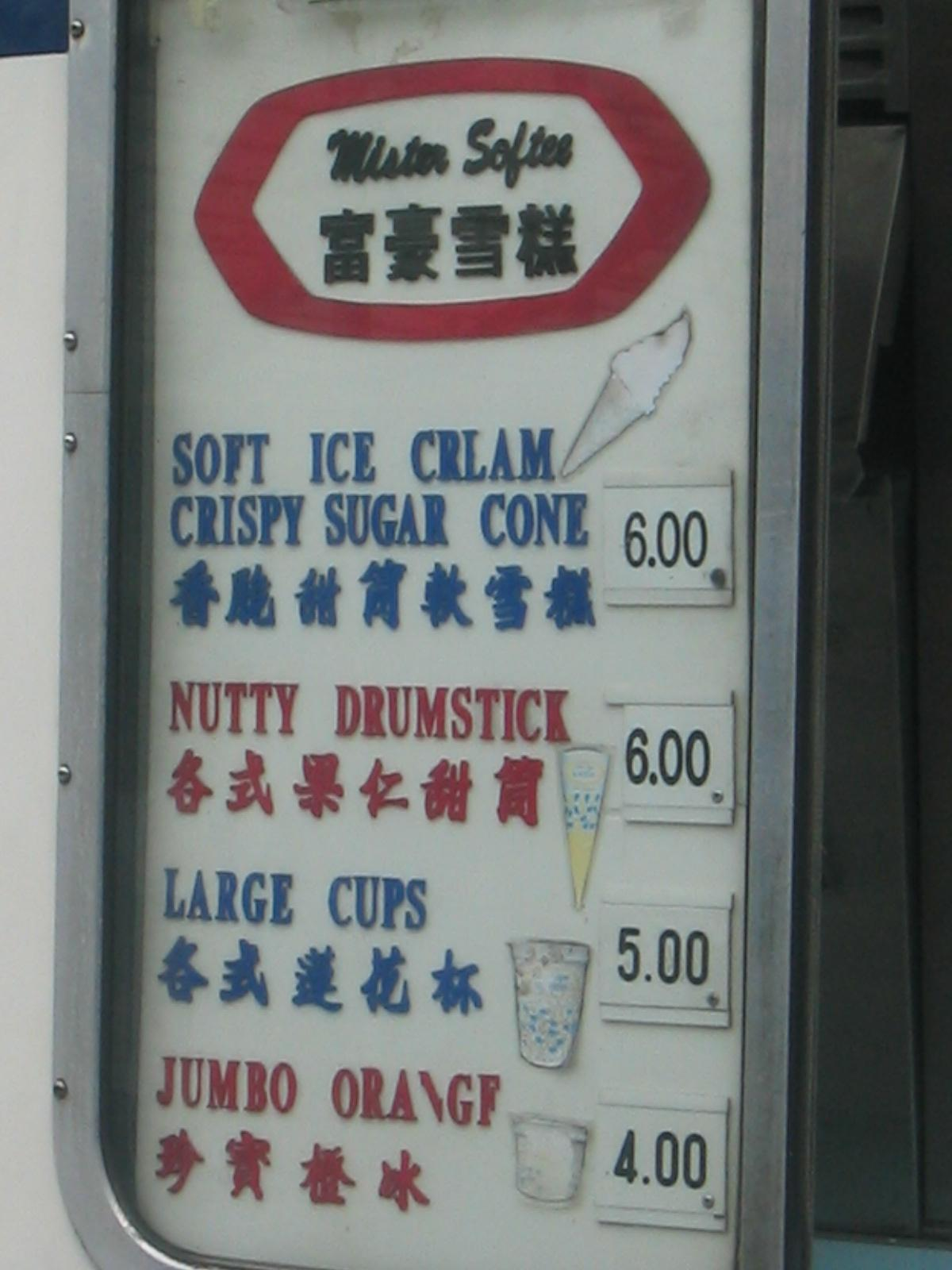
除了價錢外，這個價目表上的項目都不曾修改。

特德·德魯（Ted Drew）、何敬源和唐學元三人過去一起到英國旅遊後，便將雪糕車的意念引進香港。他們從1970年起取得了富豪雪糕的香港特許經營權，並於沙田火炭設廠，當時一杯軟雪糕的售價是0.5港元。今天香港的富豪雪糕擁有14輛雪糕車，於港九新界各地行走。
2010年初，香港富豪雪糕曾改名為「雪糕車」，英文名也改為「Mobile Softee」。直至2016年，「雪糕車」又再次重用舊稱「富豪雪糕」。

### 雪糕車外型及規格
行走於香港的富豪雪糕車，車身是白色，而車頂及車頭分別是藍色和紅色，車身寫上「富豪雪糕每日新鮮為你製造」的標語。
香港政府對於雪糕車有嚴格的規範，依照政府衛生條例，雪糕車上必須安裝一台軟雪糕機、一個洗手盤及兩個冰箱。由於每輛車只有一台軟雪糕機，因此每輛車只會售賣一種口味的軟雪糕，通常是較大眾化的牛奶口味。由於政府自1978年起停止發出流動小販牌照，因此香港的富豪雪糕一直只能維持14輛車的規模。

### 產品
香港的富豪雪糕的產品每天新鮮製造，多年來只出售四種產品，分別是：
- 軟雪糕
- 果仁甜筒
- 蓮花杯
- 珍寶橙冰

軟雪糕只有口味，農曆新年期間軟雪糕有草莓味。現在富豪雪糕除現金付費外，亦可使用八達通及支付寶電子支付服務付費。

### 營業地點
香港的富豪雪糕車在平日時會出現在學校區或車站附近，假日時則會在遊客區經營。雪糕車經常在以下地點出現：
- 觀塘 裕民坊近康寧道
- 慈雲山（南）巴士總站（逢星期五）
- 尖沙咀天星碼頭近鐘樓
- 尖沙咀海防道近九龍公園南門
- 尖沙咀廣東道星光行附近
- 尖沙咀梳士巴利道星光大道旅遊巴上客區行人天橋底下
- 尖沙咀北京道
- 中環天星碼頭
- 灣仔金紫荊廣場
- 灣仔愛群道
- 銅鑼灣希慎廣場蘋果零售店側
- 維多利亞公園停車場
- 旺角朗豪坊附近
- 港鐵旺角站西洋菜南街D3出口外（旺角城市中心對開）
- 港鐵灣仔站莊士敦道A3出口
- 港鐵銅鑼灣站E出口（SOGO正門對開）
- 港鐵大學站
- 港鐵九龍塘站
- 港鐵大圍站F出口外
- 港鐵將軍澳站
- 港鐵沙田站下層小巴站
- 港鐵沙田圍站
- 港鐵石門站
- 港鐵荃灣西站D出口外
- 港鐵深水埗站D2出口外（黃金電腦商場對開）
- 赤柱赤柱大街
- 屯門恆福花園（鄰近三聖公共運輸交匯處／輕鐵三聖站）
- 屯門山景邨
- 屯門大興邨
- 屯門置樂花園
- 嘉湖海逸酒店
- 西貢墟西貢公共碼頭外
- 將軍澳圖書館外
- 鄭植之中學小食部和樹岩樓中間
- 康城路迴旋處
- 沙田禾輋邨附近
- 上水清河村門外
- 西環第三街廣豐臺外
- 西環正街街市
- 鴨脷洲海怡半島第四期近第三十一座外
- 大角咀詩歌舞街附近
- 元朗采葉庭正門對出
- 馬鞍山大水坑村附近
- 馬鞍山頌安邨附近
- 馬鞍山欣安邨附近
- 馬鞍山恆安邨附近
- 九龍灣牛頭角上邨廣場對出（逢星期五）
- 秀茂坪安達邨羅馬廣場對出
- 啟德晴朗商場附近
- 大埔元洲仔公園
- 大埔大尾篤白普理賽馬會青年旅舍附近
- 城門水塘城門郊野公園
- 大棠山道大欖郊野公園
- 流水響水塘八仙嶺郊野公園
- 葵聯邨聯逸樓附近
- 葵芳盛芳街與高芳街轉彎位

由於2019冠狀病毒病在港爆發導致本港旅遊業大蕭條，因此富豪雪糕車於2020年起經常出現在住宅區，如各大屋邨、私人屋苑及鄉村等以吸引本地居民惠顧。富豪雪糕車亦提供到會服務，例如到學校提供包場式軟雪糕。

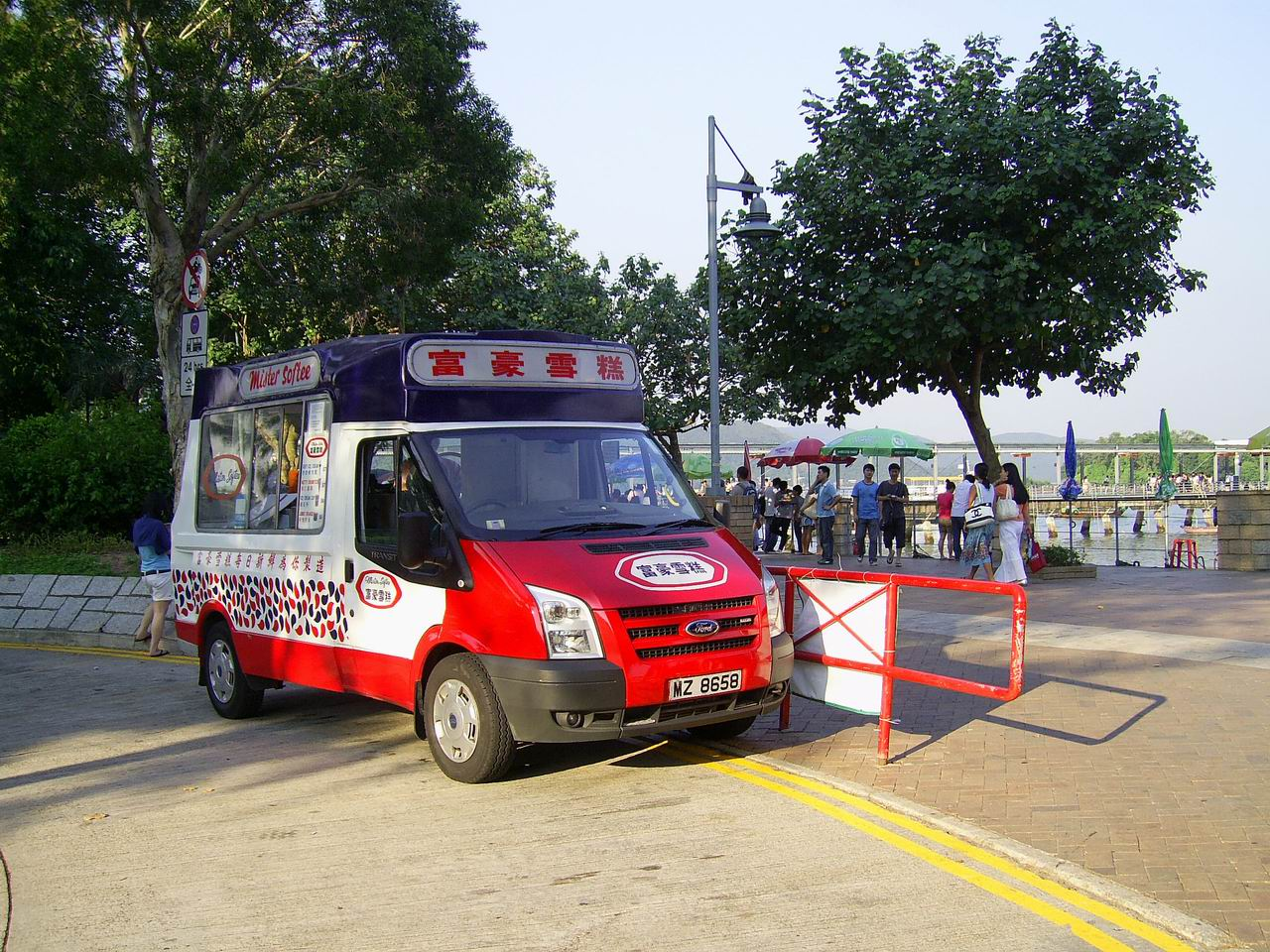
停泊西貢碼頭外
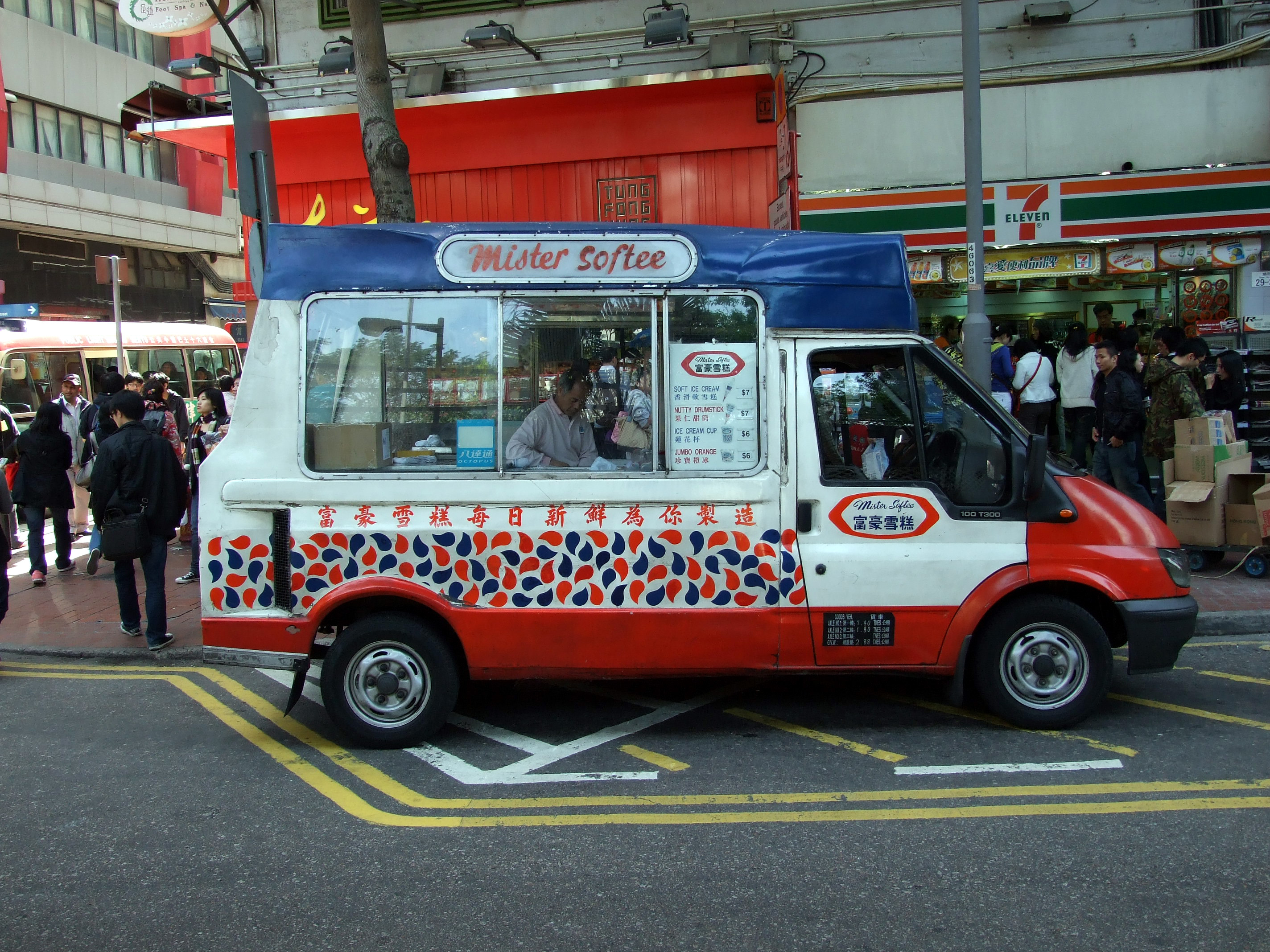
停泊維多利亞公園糖街入口對面
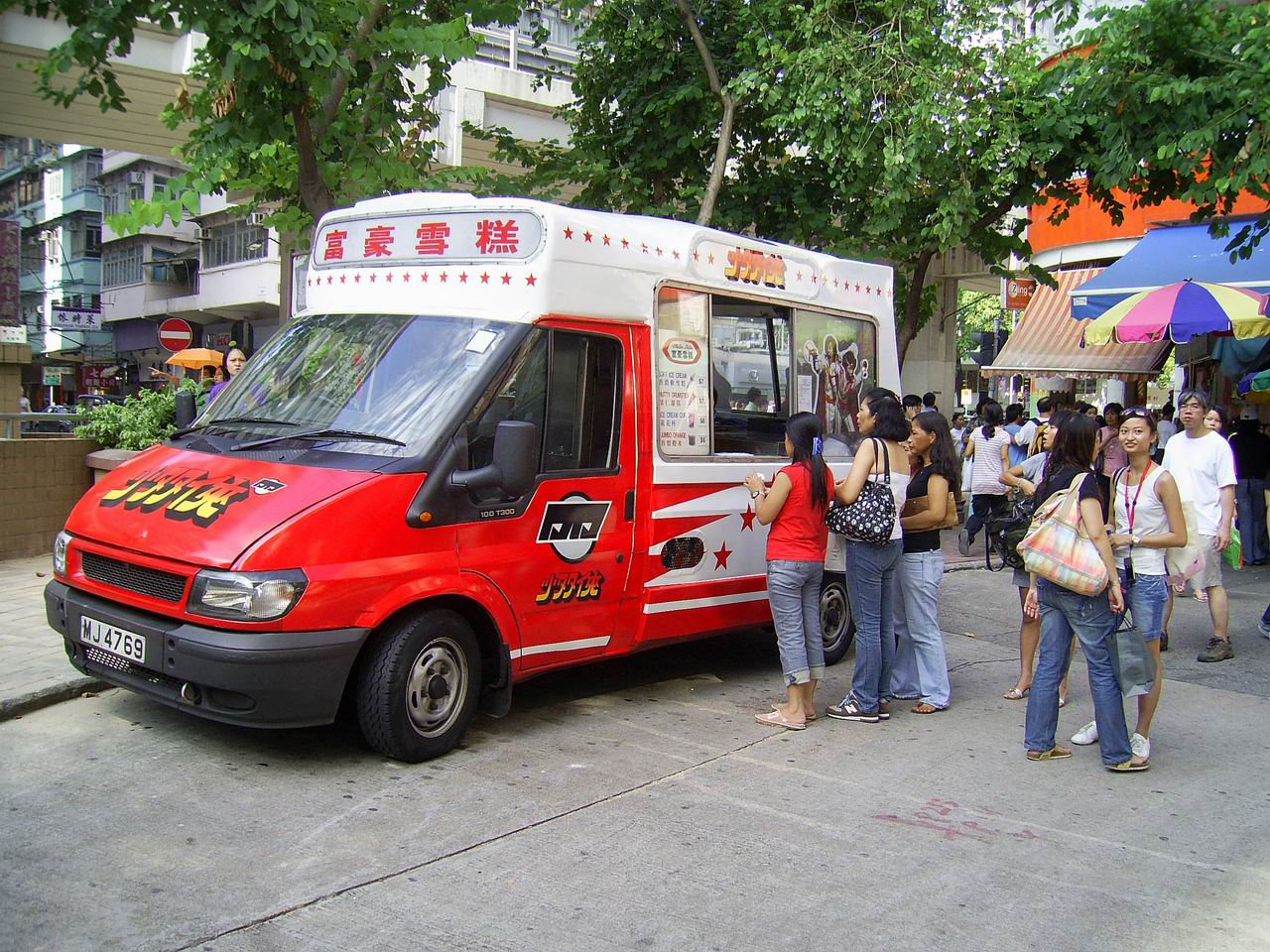
停泊旺角水渠道，車身漆上「森美小儀歌劇團」《小孖俠》廣告
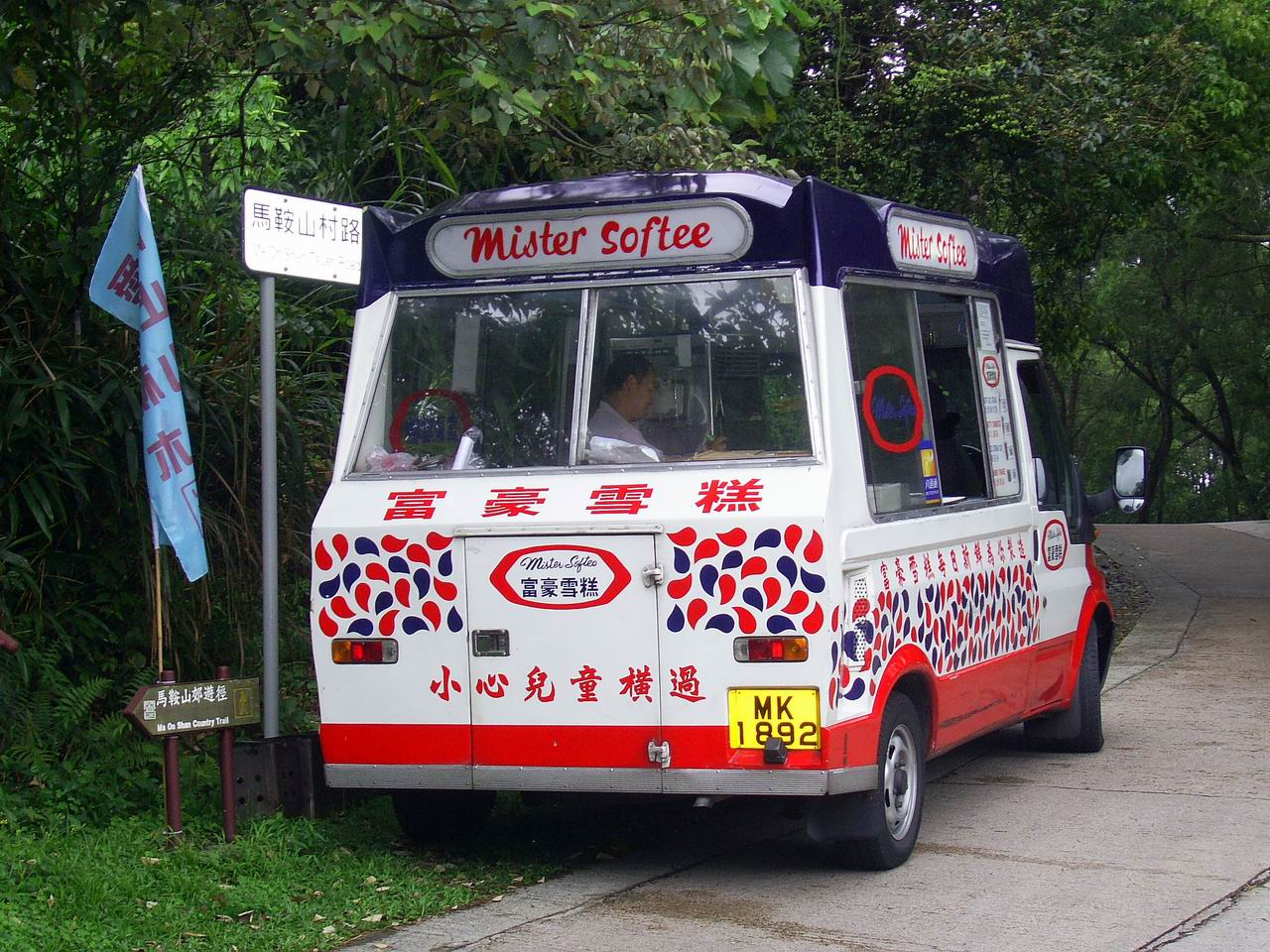
停泊馬鞍山郊野公園外
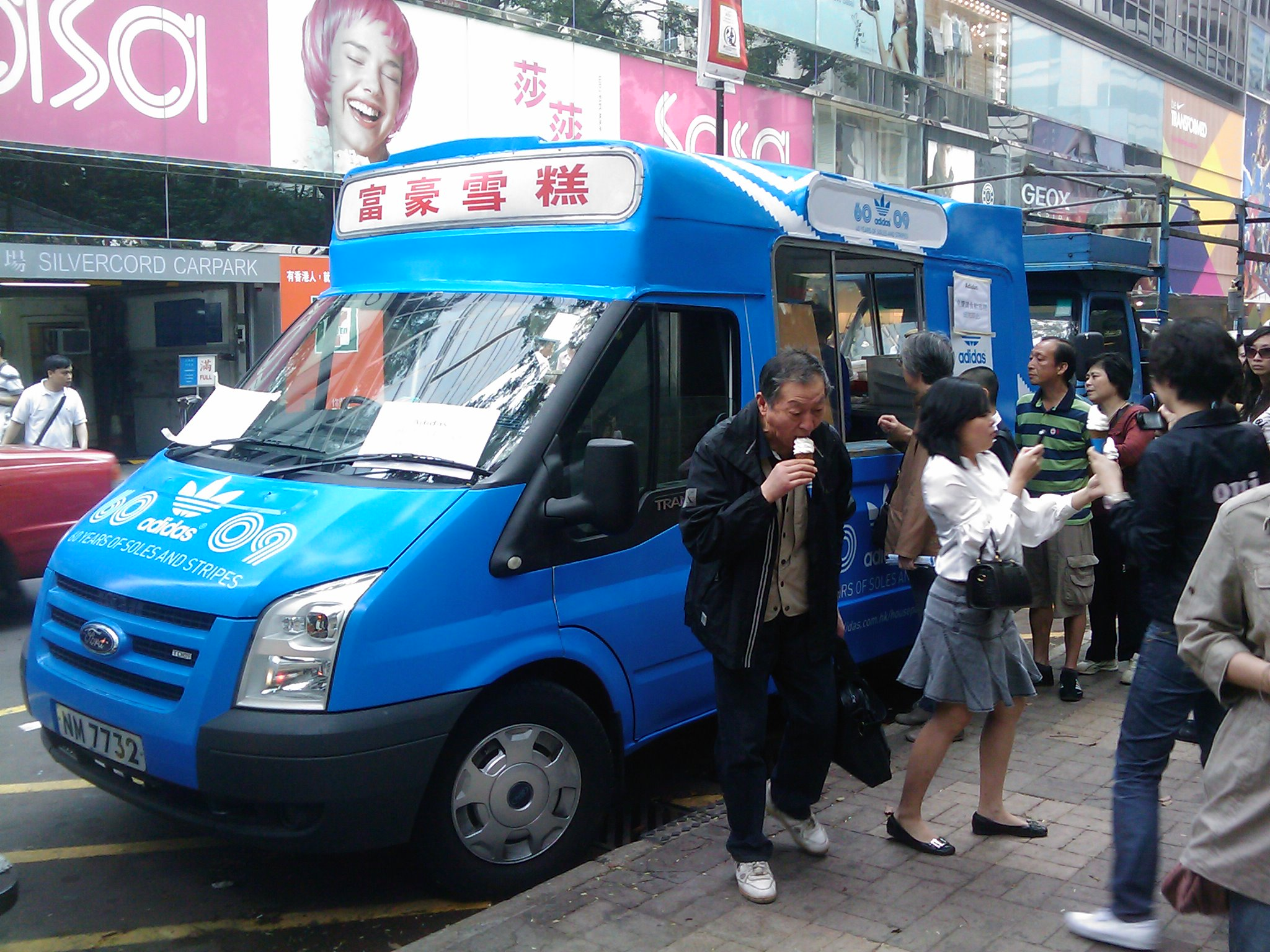
停泊尖沙咀海防道
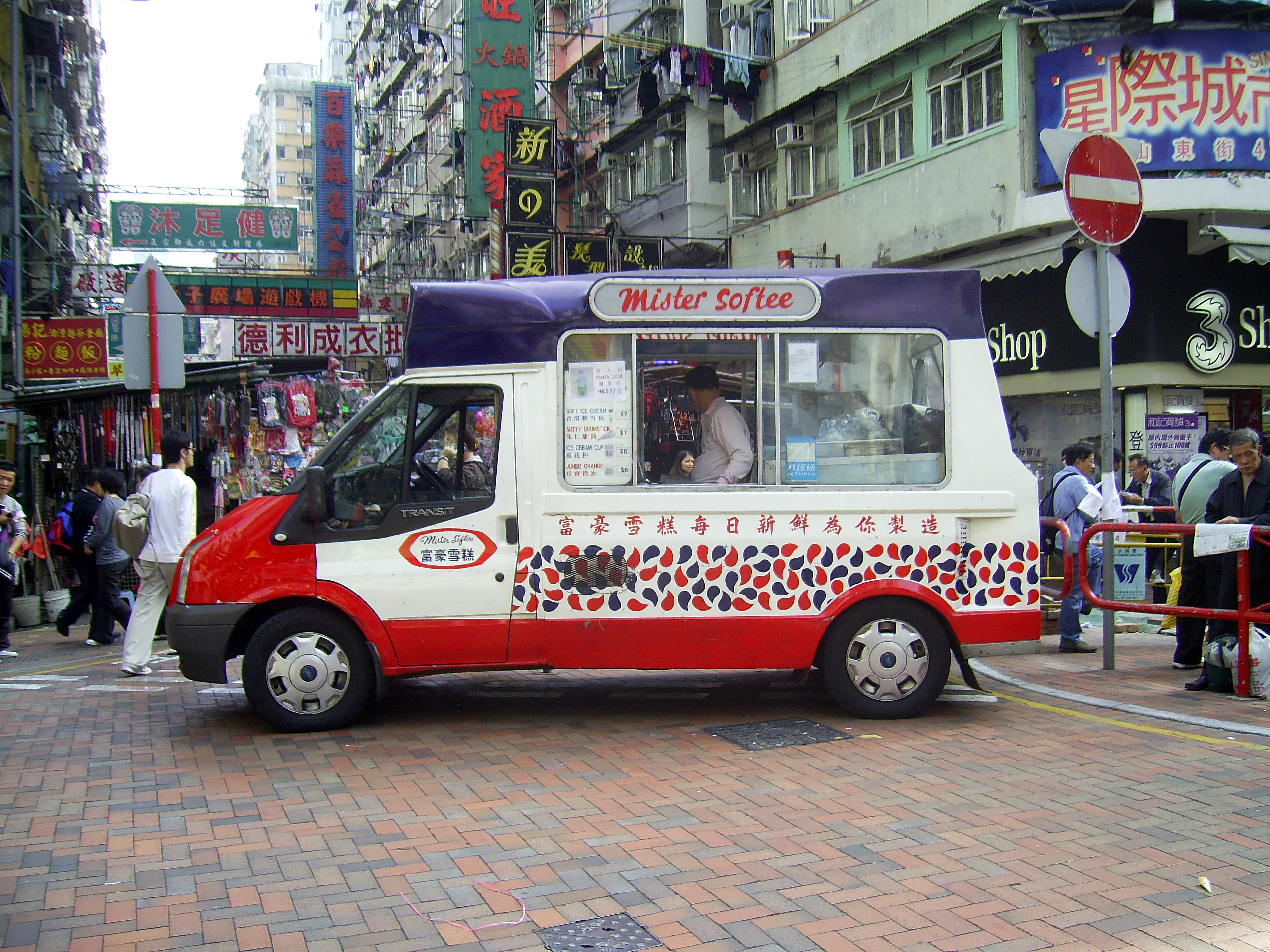
停泊深水埗黃金電腦商場外
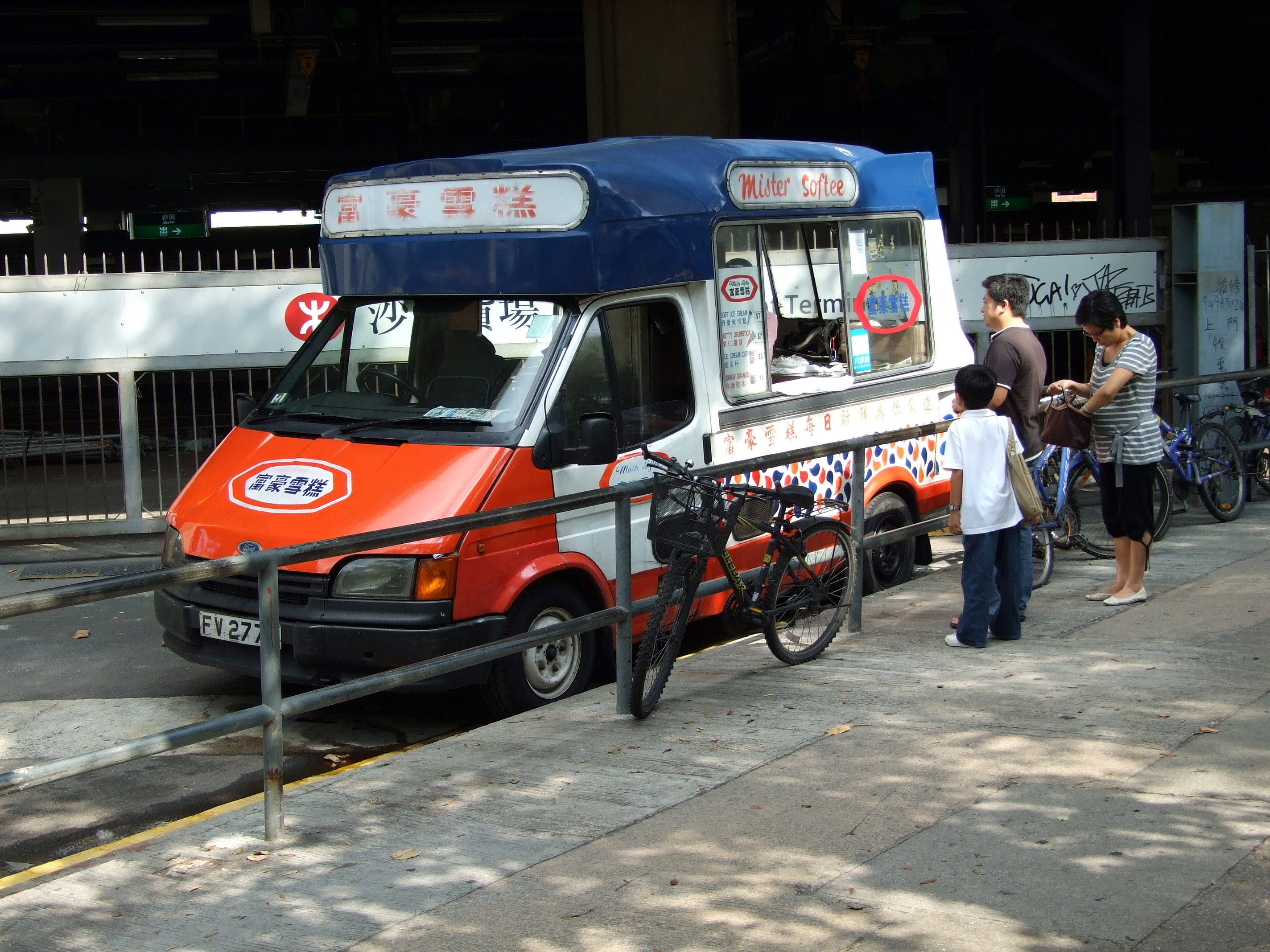
停泊港鐵沙田站下層小巴站
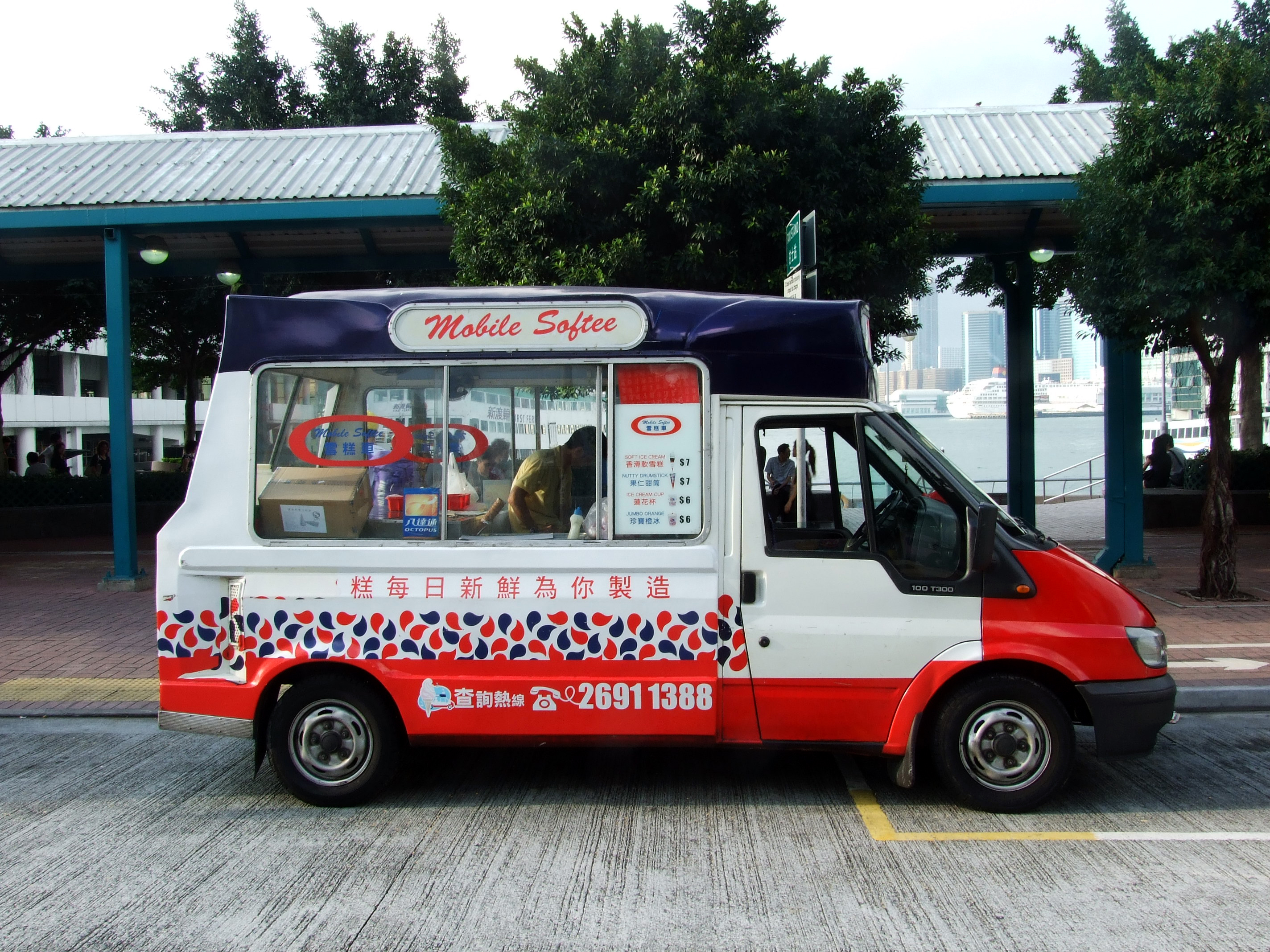
停泊中環碼頭外
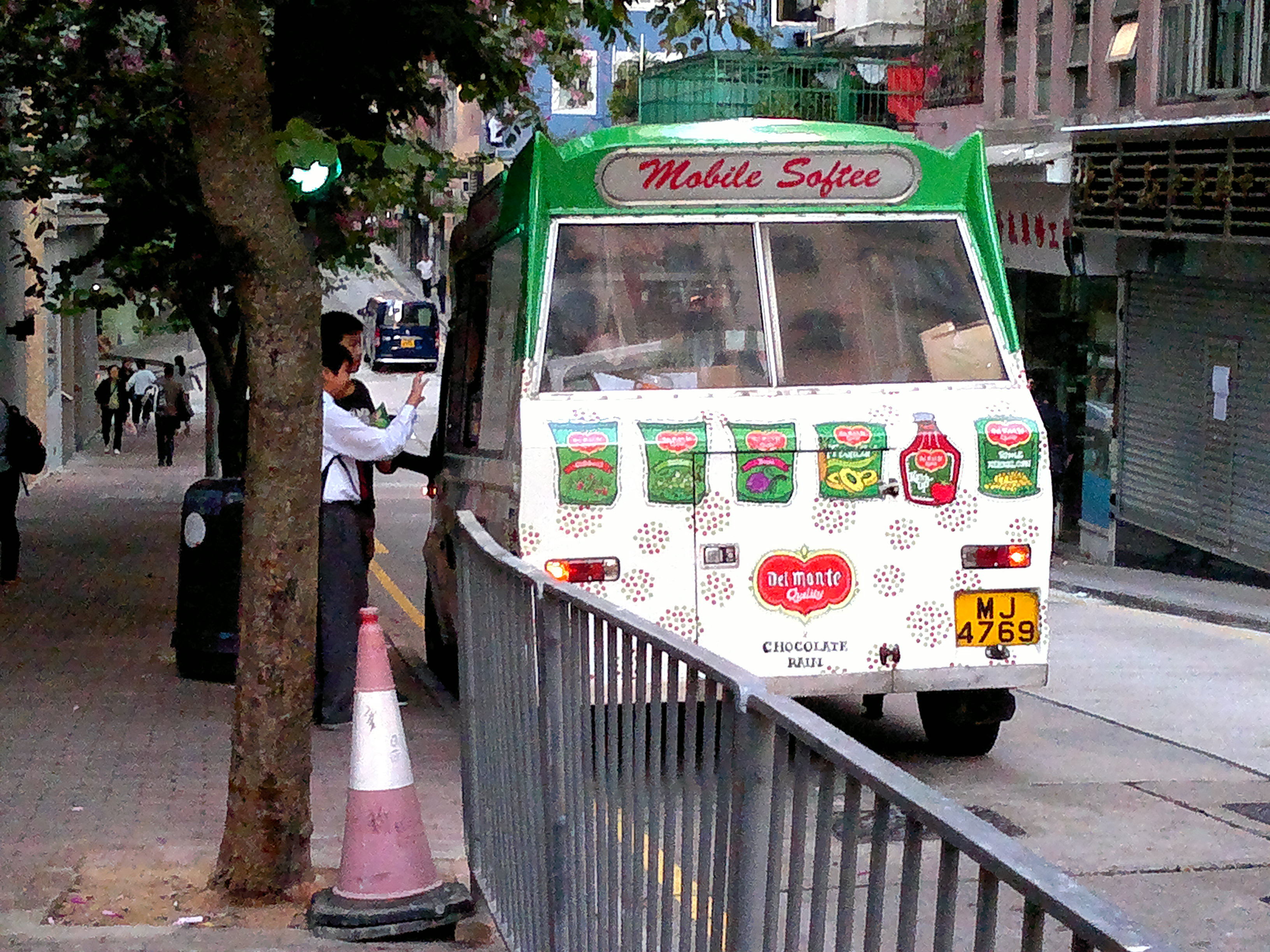
停泊第三街廣豐台外
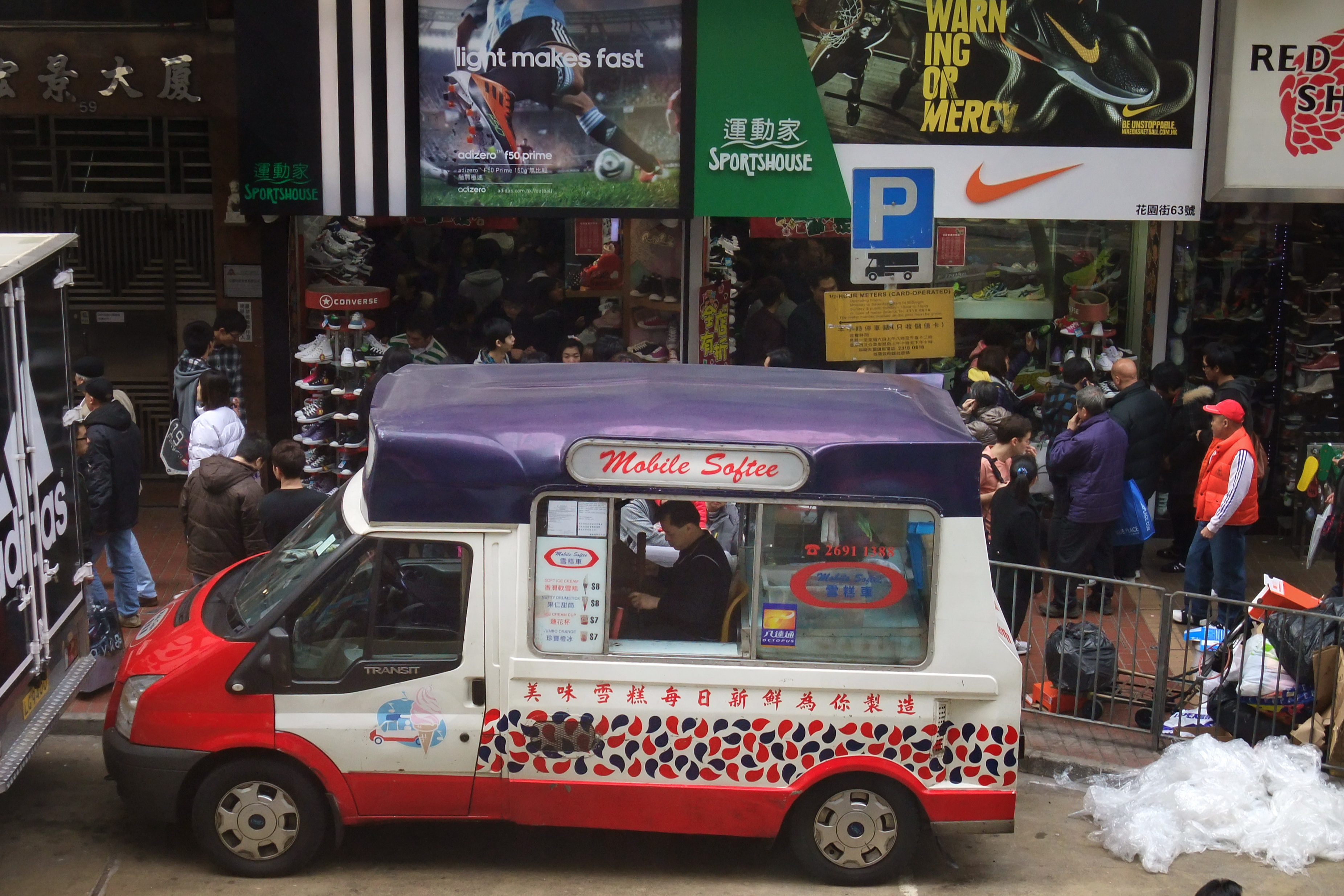
停泊在旺角花園街63號
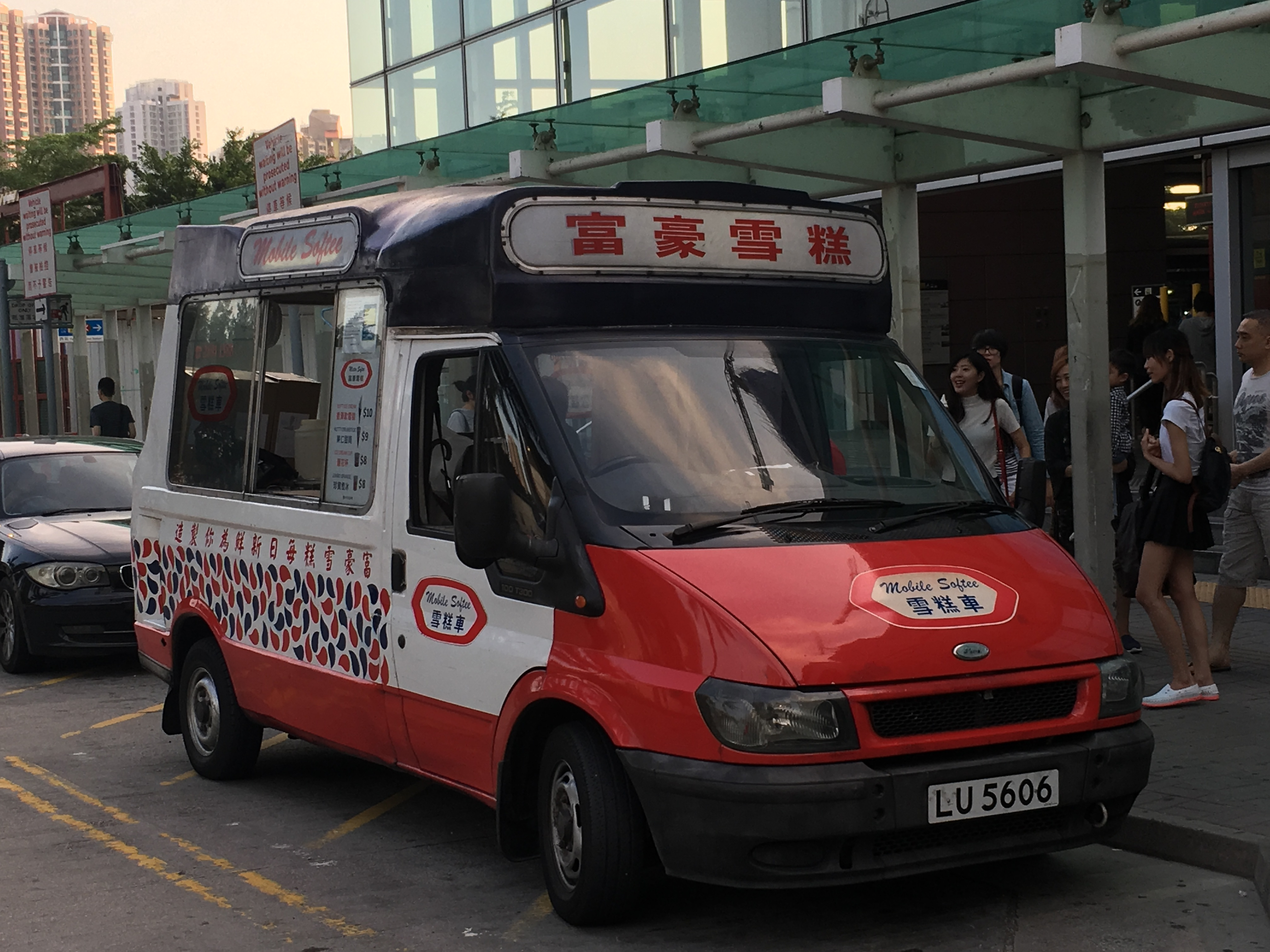
停泊在港鐵荃灣西站外
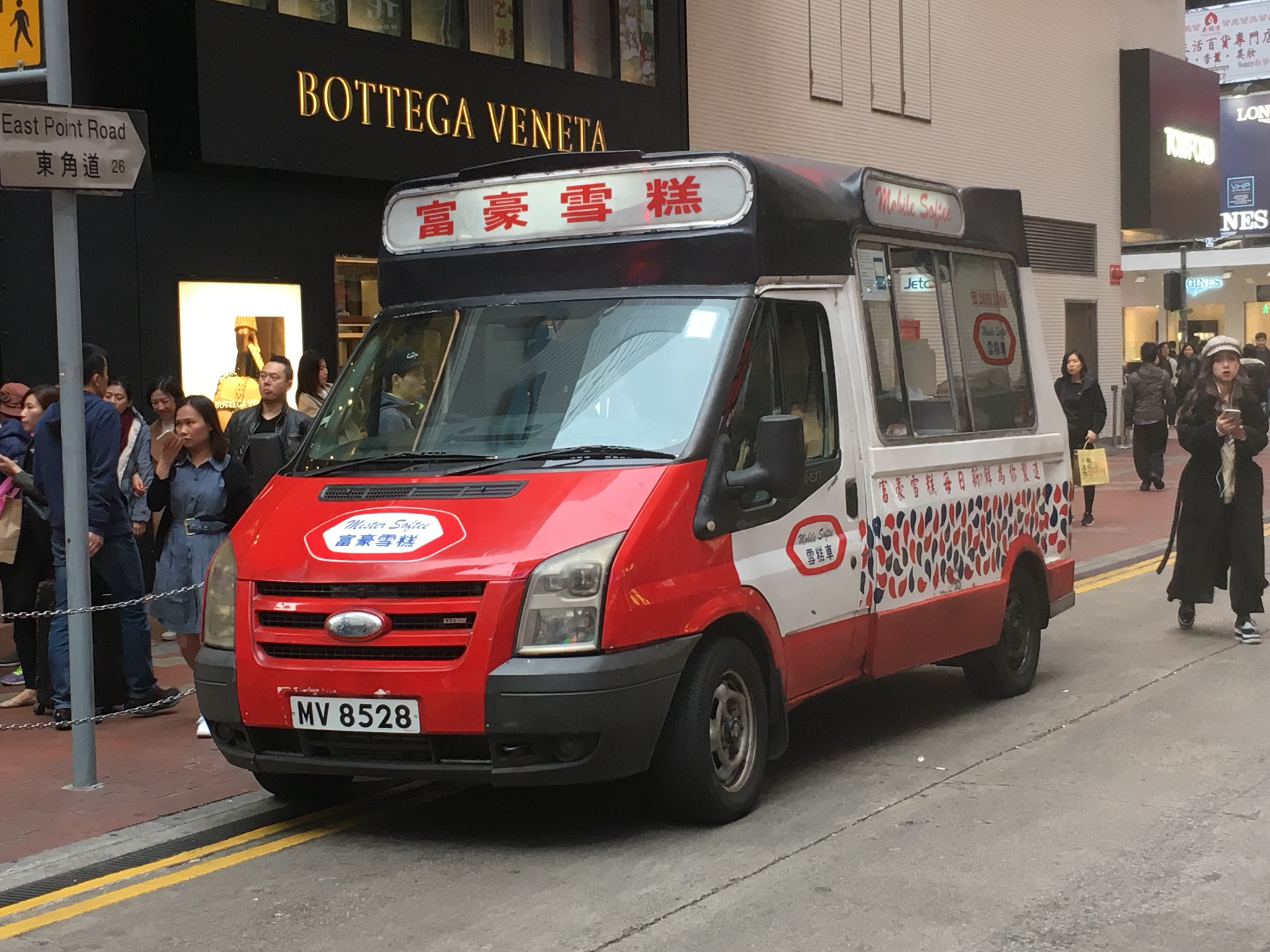
停泊在港鐵銅鑼灣站E出口（SOGO正門對開）
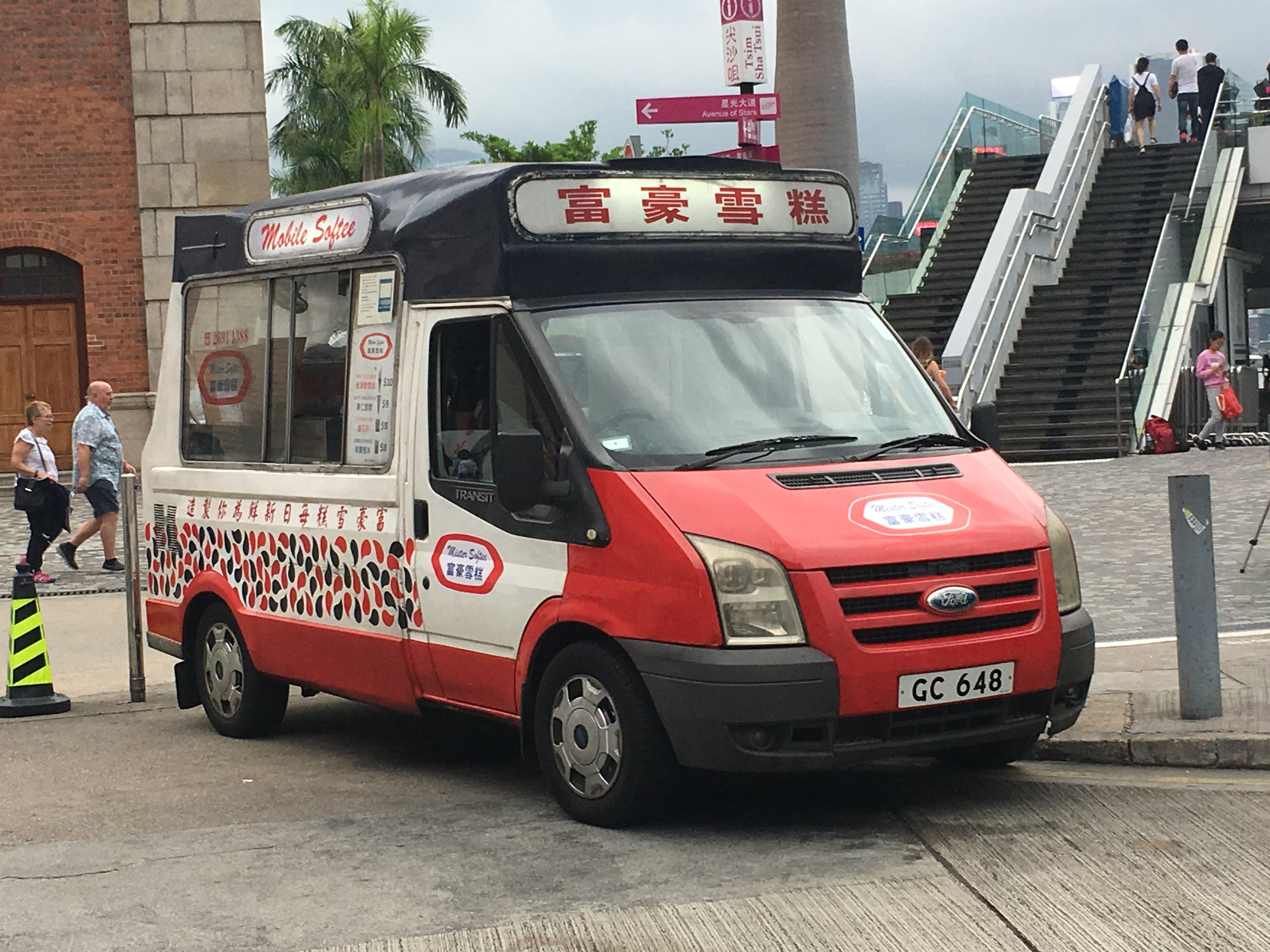
停泊在尖沙咀天星碼頭

### 集體回憶
香港的富豪雪糕在營業的時候，都會播放小約翰·施特勞斯的名曲「藍色多瑙河」吸引顧客。富豪雪糕車播放的藍色多瑙河多年來不斷陪伴香港人成長，已經成為香港人集體回憶的一部分。

## 中國内地富豪雪糕
唐學元的兒子唐大威於1994年把富豪雪糕引入上海，上海的富豪雪糕至2005年8月為止已有18輛雪糕車。
霍啟明（Turner Sparks）於2007年在江蘇蘇州成立第一家店面及經營第一架雪糕車，品牌稱為「軟心先生」。在中國内地，「軟心先生」將店面開在購物商場，而雪糕車將在鄰里地區和商業區經營。

## 流行文化
一架由凱瑟琳·奧哈拉駕駛的富豪雪糕車在的電影《三更半夜》裡是關鍵的裝備。

## 外部連結
- 富豪雪糕 （页面存档备份，存于）